# New York City Marathon 1991
De New York City Marathon 1991 werd gelopen op zondag 3 november 1991. Het was de 22e editie van deze marathon.
De Mexicaan Salvador Garcia was in 2:09.28 de snelste bij de mannen. De Schotse Liz McColgan zegevierde bij de vrouwen in 2:27.32.
In totaal finishten 25.797 marathonlopers de wedstrijd, waarvan 20.593 mannen en 5.204 vrouwen.

## Uitslagen

### Mannen
| rang   | naam                  | land | tijd    |
| ------ | --------------------- | ---- | ------- |
| Goud   | Salvador García       | MEX  | 2:09.28 |
| Zilver | Andrés Espinosa       | MEX  | 2:10.00 |
| Brons  | Ibrahim Hussein       | KEN  | 2:11.07 |
| 4      | Peter Maher           | IRL  | 2:11.55 |
| 5      | Isidro Rico           | MEX  | 2:11.58 |
| 6      | Rex Wilson            | NZL  | 2:12.04 |
| 7      | Daniel Boltz          | SUI  | 2:14.36 |
| 8      | Jean-Baptiste Protais | FRA  | 2:14.54 |
| 9      | John Treacy           | IRL  | 2:15.09 |
| 10     | Peter Renner          | NZL  | 2:15.45 |

### Vrouwen
| rang   | naam                  | land | tijd    |
| ------ | --------------------- | ---- | ------- |
| Goud   | Liz McColgan          | SCO  | 2:27.32 |
| Zilver | Olga Markova          | RUS  | 2:28.27 |
| Brons  | Lisa Ondieki          | AUS  | 2:29.02 |
| 4      | Alena Peterkova       | TCH  | 2:30.36 |
| 5      | Ramilja Boerangoelova | RUS  | 2:31.55 |
| 6      | Joan Samuelson        | USA  | 2:33.48 |
| 7      | Elena Semyonova       | UKR  | 2:36.54 |
| 8      | Elena Murgoci         | ROU  | 2:39.49 |
| 9      | Graziella Striuli     | ITA  | 2:40.14 |
| 10     | Carmen de Oliveira    | BRA  | 2:41.06 |

1970 ·
1971 ·
1972 ·
1973 ·
1974 ·
1975 ·
1976 ·
1977 ·
1978 ·
1979 ·
1980 ·
1981 ·
1982 ·
1983 ·
1984 ·
1985 ·
1986 ·
1987 ·
1988 ·
1989 ·
1990 ·
1991 ·
1992 ·
1993 ·
1994 ·
1995 ·
1996 ·
1997 ·
1998 ·
1999 ·
2000 ·
2001 ·
2002 ·
2003 ·
2004 ·
2005 ·
2006 ·
2007 ·
2008 ·
2009 ·
2010 ·
2011 ·
2012 · 
2013 ·
2014 ·
2015 ·
2016 ·
2017 ·
2018 ·
2019 ·
2020 · 
2021 ·
2022 ·
2023 ·
2024